# Степанов, Михаил Степанович (кораблестроитель)
 Михаил Степанович Степанов (около 1760 — после 1810) — русский кораблестроитель конца XVIII — начала XIX века, строил суда в Астрахани и Казанском адмиралтействе для Российского императорского флота, корабельный мастер, надворный советник.

## Биография
В 1782 году из студентов Московского университета был принят на службу с чином прапорщика. По указу Екатерины II был послан вместе с группой молодых людей в Англию, для изучения корабельной науки. Русский посол в Англии граф С. Р. Воронцов писал своему своему брату: «Я должен сказать, что те 8 или 9 молодых человека, которых я застал здесь, посланных для изучения теории и практики кораблестроения, все более или менее удались, в особенности двое: Сарычев и Степанов, которых признали здесь весьма способными». В 1784 году за успехи в учёбе Степанов получил чин подпоручика.
Вернувшись в Санкт-Петербург выполнял различные поручения вице-президента Адмиралтейств-коллегии графа И. Г. Чернышева, а затем с 1788 по 1790 год служил под непосредственным руководством главного командира Кронштадтского порта адмирала Пущина.
В 1793 году был произведён в корабельные подмастерья. В 1793—1795 годах строил суда для Каспийской флотилии в Астраханском порту, а затем в Казанском адмиралтействе.
В 1799 году пожалован чином корабельного мастера VII класса. С 1805 года был командирован в распоряжение гродненского губернатора, ходил от Брест-Литовска по Бугу для усовершенствования речных судов, доставляющих провиант в Данциг.
С 1807 года находился в распоряжении хозяйственной экспедиции Интендантского отделения Адмиралтейств-коллегии.
В 1810 году числился корабельным мастером в чине надворного советника. Дальнейшая судьба не известна.